# Песня изгнания
«Песня изгнания» (иер. трад. 客途秋恨, кант.-рус.: Ке ту цю хен, англ. Song of the Exile) — гонконгская драма 1990 года, режиссёр Энн Хёй. Главную роль исполнила Мэгги Чун.
Картина получила три номинаций на 10-й Гонконгской кинопремии. Фильм была номинирован в трёх категориях на Золотую лошадь. У Няньчжэнь получил главный приз за «Лучший оригинальный сценарий». Фильм был показан в разделе «Особый взгляд» на Каннском кинофестивале 1990 года.

## Сюжет
В 1973 году 26-летняя Чунг Хуэйин (Мэгги Чун) оказалась за границей, в Лондоне, изучая журналистику. После окончания учёбы она узнает, что ей, в отличие от её «белых» соседей по комнате, было отказано в возможности пройти собеседование на Би-би-си. Получив письмо от матери, она возвращается в Гонконг, чтобы присутствовать на свадьбе своей младшей сестры.

## В ролях
- Мэгги Чун — Чунг Хуэйин
- Тан Ланг Джачитян
- Уэйз Ли — мистер Чунг
- Ли Цзы Сюн
- Лу Сяо-Фэнь[англ.] — Айко
- Тянь Фэн — дед Хуэйин
- Сяо Сянь
- Ян Тинлань
- Иньцзянь Квинзи

## Награды и номинации
| Награды                     | Награды                      | Награды              | Награды   |
| Кинопремия                  | Категория                    | Лауреат / претендент | Результат |
| --------------------------- | ---------------------------- | -------------------- | --------- |
| 10-я Гонконгская кинопремия | Лучший фильм                 | Песня изгнания       | Номинация |
| 10-я Гонконгская кинопремия | Лучшая режиссёрская работа   | Энн Хёй              | Номинация |
| 10-я Гонконгская кинопремия | Лучший сценарий              | У Няньчжэнь          | Номинация |
| 27-я Золотая лошадь         | Лучшая фильм                 | Песня изгнания       | Номинация |
| 27-я Золотая лошадь         | Лучшие костюмы               | Ширли Чан            | Номинация |
| 27-я Золотая лошадь         | Лучший оригинальный сценарий | У Няньчжэнь          | Победа    |